# City-Tunnel (Lipsia)

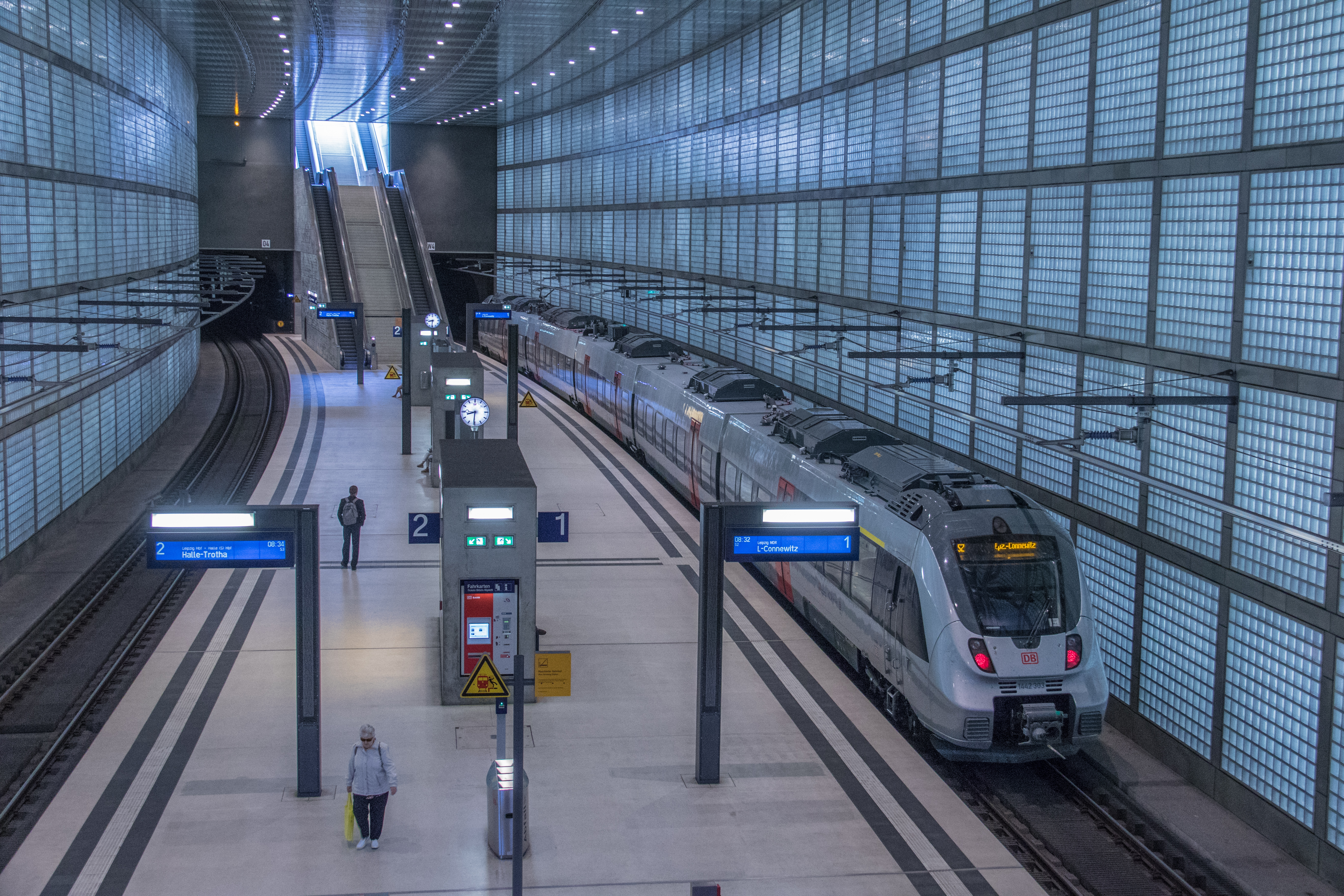
Interno della stazione Wilhelm-Leuschner-Platz

Il City-Tunnel (letteralmente: «tunnel del centro cittadino») è una linea ferroviaria tedesca, che attraversa in galleria il centro storico della città di Lipsia.
Essa è percorsa esclusivamente dai treni del servizio ferroviario vicinale «S-Bahn».

## Storia
Un collegamento tra Lipsia Hauptbahnhof e Bayerischer Bahnhof fu preso in considerazione per la prima volta nel 1892. L'implementazione venne progettata come una ferrovia sotterranea, che correva parallela ai due binari della linea principale da Borsdorf attraverso la Hauptbahnhof e la Bayerischer Bahnhof e poi verso Connewitz e Gaschwitz. Sarebbe stata alimentata da un sistema a terza rotaia. Durante la costruzione della stazione principale (iniziata nel 1909), tra il 1913 e il 1914 fu costruita una rampa d'ingresso, lunga 140 metri, dalla direzione di Dresda con un tunnel lungo 675 m, sotto parte della stazione. Il tunnel terminava a 8.5 metri dall'edificio della stazione sotto la circonvallazione interna della città. Sotto le attuali fermate di tram e autobus, vennero costruite le piattaforme sotterranee 22 e 23 di circa 40 m. di lunghezza. Un'estensione sotto la circonvallazione venne pianificata e preparata per una lunghezza di 100 m. I lavori di costruzione furono sospesi durante la prima guerra mondiale e non vennero ripresi in seguito.
Durante la seconda guerra mondiale il tunnel e la fermata sotterranea furono convertiti in rifugi antiaerei. Durante il bombardamento su Lipsia, del 7 luglio 1944, ci furono due esplosioni che distrussero il tunnel in due punti e quindi lo divisero in tre parti. Durante la ricostruzione della stazione principale, l'area intorno al secondo punto di impatto venne murata e la piattaforma sotto il portico orientale convertita nel cinema DEFA-Zeitkino e utilizzata per questo scopo fino al 1992. Durante la riqualificazione della principale stazione ferroviaria, negli anni 1995-2000, alcune parti dei tunnel sotto la stazione furono demolite.
Poco dopo la seconda guerra mondiale, nel 1946, la pianificazione di un attraversamento sotterraneo della città venne ripresa in considerazione. Per accogliere l'ingresso del tunnel, i lavori di riqualificazione all'angolo tra Windmühlen e Grünewaldstraße vennero ritardati. Ciò consentiva di costruire una curva con un arco adatto per i treni a lunga percorrenza. Il piano prevedeva un percorso della S-Bahn e un tunnel ferroviario principale in direzione di Monaco di Baviera. Quest'ultimo venne abbandonato alcuni anni dopo a causa della divisione della Germania. Nel 1967 furono sviluppate tre varianti per il tunnel della S-Bahn che, insieme all'attuale tunnel, non correvano più nella direzione della rotta di Dresda, ma piuttosto nella direzione di Magdeburgo e Berlino. Le stazioni furono progettate sotto la sala occidentale della Hauptbahnhof e sotto la piazza centrale della città, il Markt. A causa dell'elevato sforzo finanziario e tecnico atteso, i piani non furono realizzati prima della caduta della DDR.

### Pianificazione
Il tunnel sarebbe stato utilizzato da 6 delle 7 linee Mitteldeutschland della S-Bahn. Si sperava che intervalli più brevi e connessioni più veloci avrebbero consentito ai mezzi pubblici di trasportare più passeggeri e quindi alleviare il traffico stradale in città. Inoltre, avrebbe portato più passeggeri direttamente in treno dalla stazione centrale al centro della città e convertito il capolinea in una stazione di passaggio.
Inoltre, venne pianificato di far passare un treno intercity all'ora in ciascuna direzione attraverso il tunnel. Tuttavia, fino a dicembre 2012 il percorso elettrificato si concludeva a Reichenbach im Vogtland. Pertanto, gli stati della Sassonia e della Baviera, il governo federale e la DB stavano pianificando di continuare l'elettrificazione ferroviaria prima a Hof, e successivamente a Ratisbona e Norimberga. La sezione di Hof venne completamente elettrificata entro il 15 dicembre 2013.
All'inizio del 2002, il governo dello stato della Sassonia fornì sostegno per l'attuazione del tunnel cittadino e il 18 marzo 2003 venne approvato formalmente il progetto.
Il 6 gennaio 2010 venne bandita una gara per la rete ferroviaria di Lipsia, in cui si annunciava che l'inizio del nuovo servizio ferroviario sarebbe stato ritardato di un altro anno fino alla modifica dell'orario nel dicembre 2013.

#### Costi
Alla fine del 2001 era previsto che il costo totale fosse pari a 1,04 miliardi di marchi tedeschi. 240 milioni sarebbero giunti dai Fondi strutturali dell'UE, ma ulteriori misure di sicurezza comportarono un aumento dei costi.
Nel 2006, il finanziamento del FESR, assegnato alla fine del periodo di finanziamento, era stato ridotto da 168,73 a 127,59 milioni di euro, che vennero spesi nella loro interezza. Per il periodo 2007-2013, fu presentata un'ulteriore domanda di finanziamento ma non venne approvata (febbraio 2011).
I rappresentanti del DEGES si aspettavano che i costi nel dicembre 2006 ammontassero a 585 milioni di euro. Un'analisi del rischio effettuata da Deutsche Bahn vide in quel momento possibili costi aggiuntivi fino a 73 milioni di euro. Nel dicembre 2007, il costo aggiuntivo venne stimato in 133 milioni di euro, in modo che il costo totale previsto sarebbe stato di 705 milioni di euro.
Dopo che i costi totali stimati erano saliti, a fine novembre 2009, a 893 milioni di euro, i revisori dei conti della Sassonia riesaminarono il progetto. Alla fine di febbraio 2010, venne annunciato un ulteriore aumento dei costi a 960 milioni di euro. Secondo lo stato della Sassonia, questo rimaneva il costo totale previsto.
La quota federale era limitata, in linea con l'accordo quadro, a 191,73 milioni di euro (più aumenti salariali e di costo dei materiali). Ad eccezione della componente di indicizzazione, la quota federale era già stata utilizzata integralmente (a settembre 2010). I costi aggiuntivi vennero sostenuti principalmente dallo Stato libero di Sassonia e dalla città di Lipsia e, in misura minore, dalle ferrovie tedesche.
Il progetto venne criticato da varie parti a causa degli elevati costi di costruzione per la S-Bahn di Lipsia relativamente poco utilizzata, per l'usabilità limitata dei treni a lunga percorrenza e per i lavori di costruzione di lunga durata nel centro della città, con le associate ostruzioni e perdite di entrate.

### Costruzione

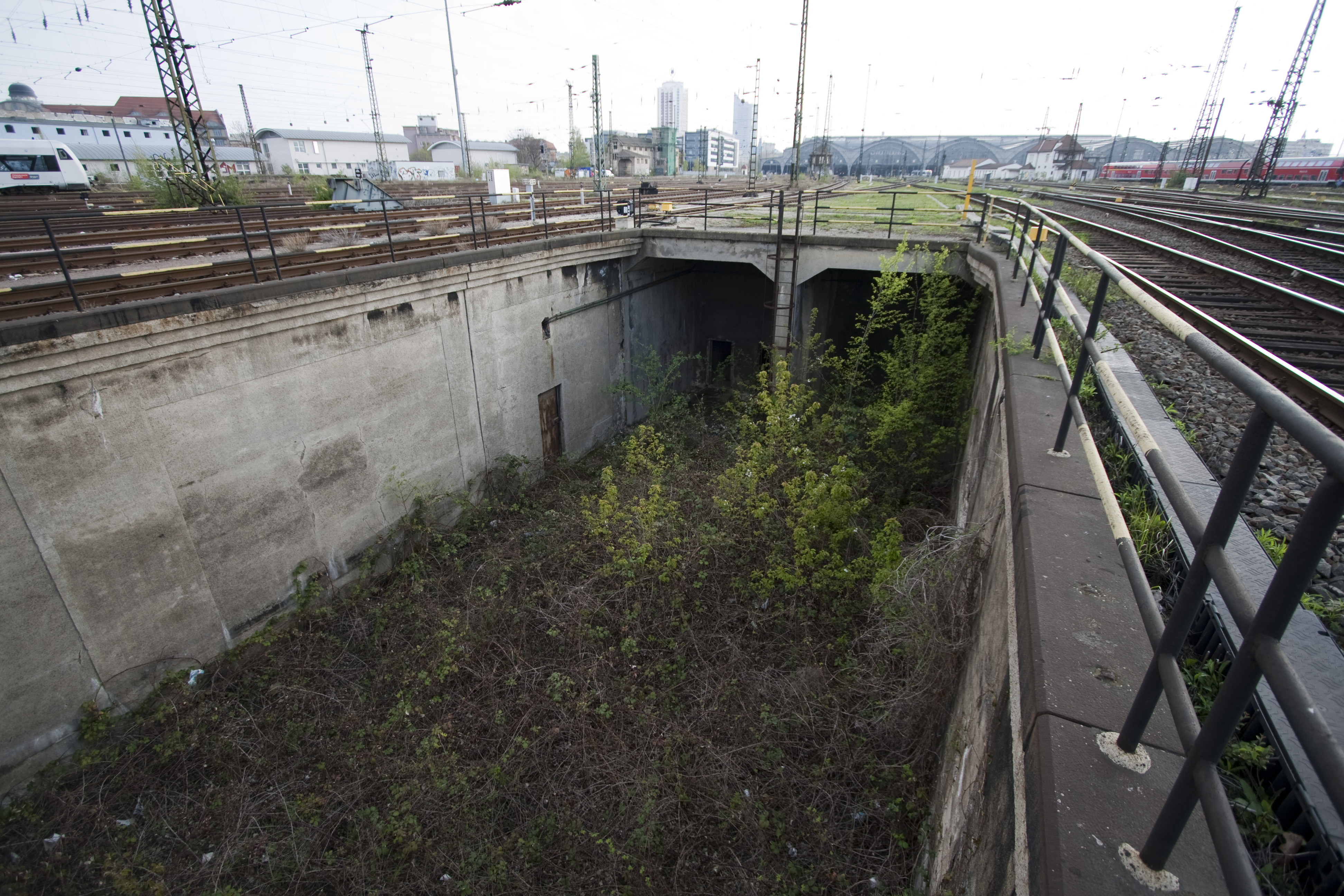
Portale nord del tunnel incompiuto del 1915 (nel 2010)

Nel costruire la Hauptbahnhof di Lipsia, la Saxon State Railway aveva progettato un tunnel per la Bayerischer Bahnhof. Nel 1913 e nel 1915, fu creata una sezione di 710 m., sotto i binari 22 e 23, prima che il lavoro si fermasse a causa della prima guerra mondiale e della mancanza di fondi. Nell'ambito della modernizzazione della stazione ferroviaria, questa sezione del tunnel venne scavata nel 1997 e demolita all'interno dell'area della sala della stazione.
All'inizio degli anni '90 i piani per un tunnel di trasporto pubblico attraverso il centro di Lipsia, che esisteva da decenni, furono presentati, insieme ai risultati di una nuova pianificazione, nel 1995. Nel 1996 la DB e lo stato della Sassonia espressero il loro sostegno al progetto. Nello stesso anno lo stato, la città e la DB AG Company fondarono la società di pianificazione S-Bahn Tunnel Leipzig GmbH.  A seguito di un'analisi costi-benefici, nel 1998, venne emessa una domanda di pianificazione e nel 2000 venne concessa l'approvazione.
Nell'autunno del 2001, la Sassonia invitò la DB ad essere la proprietaria del progetto City Tunnel. Si prevedeva pertanto che la società costruisse il tunnel sul proprio rischio finanziario. Dopo il completamento di un accordo di finanziamento nella primavera del 2002, ebbe luogo l'invito dei singoli subappalti immobiliari.
Il 9 luglio 2003, iniziò la costruzione. All'inizio del processo di costruzione, il tunnel doveva essere operativo entro la fine del 2009. Le attività iniziali consistevano principalmente in indagini a terra e trasferimento di servizi. La costruzione delle stazioni della metropolitana iniziò nei primi mesi del 2005.
Alla fine di marzo 2005 iniziarono i preparativi per la costruzione dell'area della piattaforma della stazione principale. Questo spazio venne creato per i successivi scavi. Nel dicembre 2006, la costruzione delle rampe nella stazione principale venne interrotta dopo che vennero rilevate crepe negli edifici vicini. Tra il 17 febbraio e il 25 marzo 2007 furono costruiti due ponti ausiliari di 105 m come parte della costruzione nella Stazione Centrale, oltre a 1.400 metri di binari.

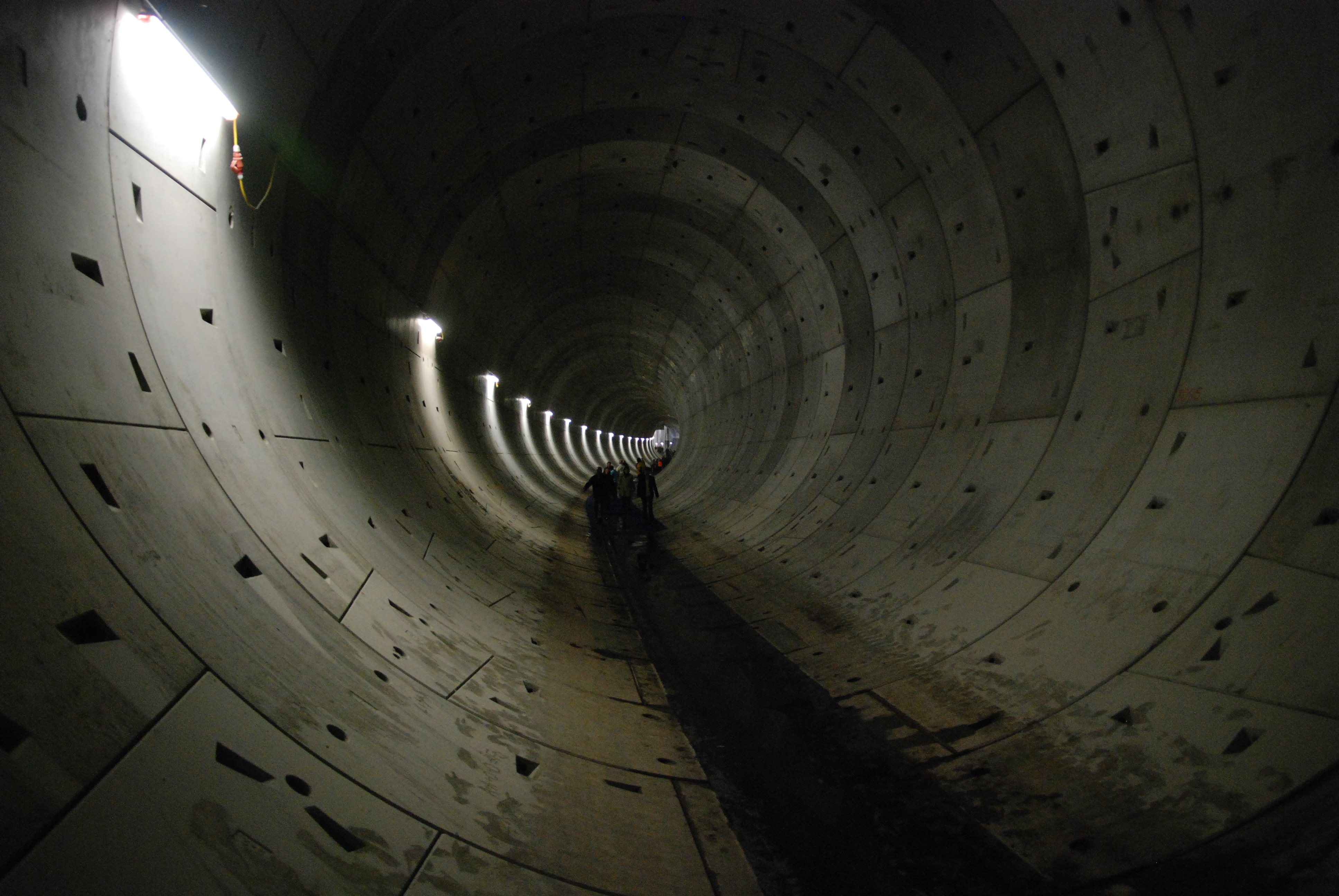
Tunnel non attrezzato (nel 2008)

L'11 gennaio 2007 la talpa per la perforazione del tunnel, chiamata Leonie, iniziò (con una cerimonia alla Bayerischer Bahnhof) a forare simbolicamente il primo tunnel. La madrina fu Angelika Meeth-Milbradt, moglie dell'allora Primo Ministro della Sassonia Georg Milbradt Lo scavo iniziò il 15 gennaio 2007 e il 10 marzo 2008 raggiunse la stazione ferroviaria, completando così il primo foro. Dopo il ritorno della perforatrice alla Bayerischer Bahnhof, alla fine di marzo 2008, iniziò lo scavo del secondo foro il 9 maggio 2008. Il 31 ottobre 2008, la perforazione del tunnel si concluse con il completamento del secondo foro.
Prima dell'apertura prevista per dicembre 2013, le attività concentrarono sull'allestimento interno del tunnel e delle stazioni ferroviarie. A metà febbraio 2009, il contratto per lo sviluppo delle cinque stazioni venne pubblicizzato in tutta Europa. Prevedeva che i lavori dovessero andare da febbraio 2010 a novembre 2011. L'offerta venne suddivisa tra due società.

## Tecnica di costruzione

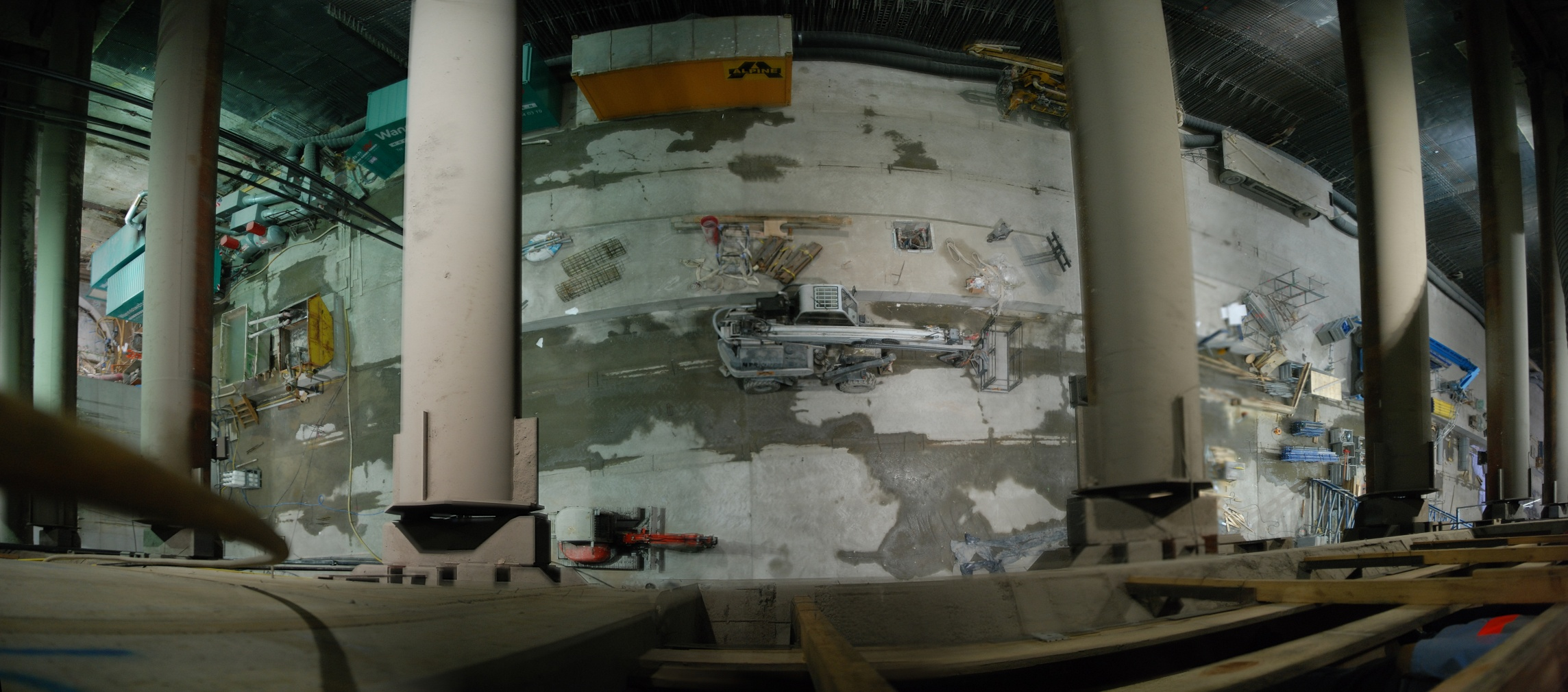
Supporti e scavo rinforzato della stazione Markt

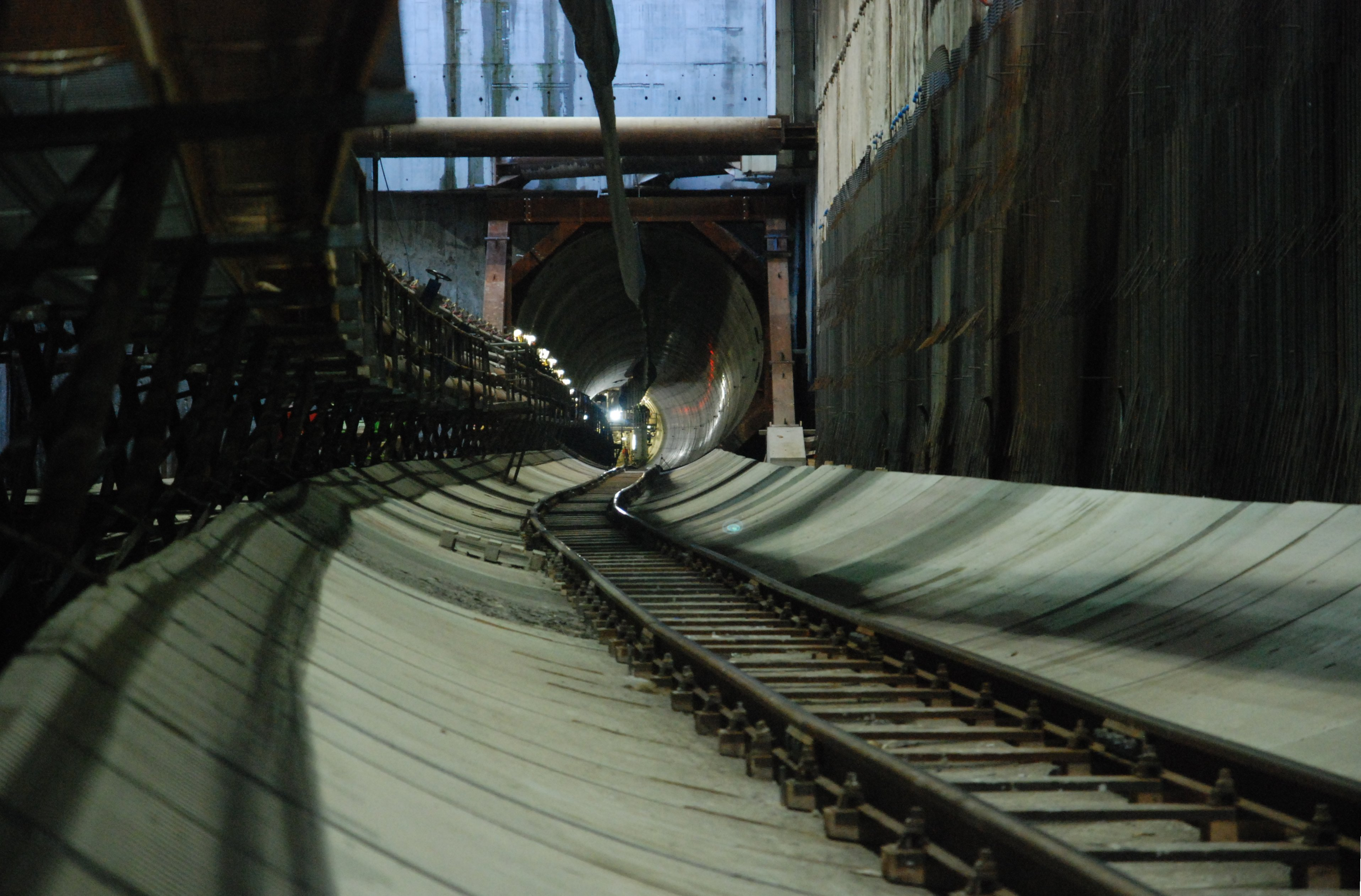
Stazione di Wilhelm-Leuschner-Platz, con vista sulla galleria

I due tunnel lunghi 1438 m. furono in gran parte scavati usando una fresa meccanica a piena sezione. L'inizio dei lavori di perforazione del tunnel avvenne a partire dalla Bayerischen Bahnhof, verso la Stazione Centrale. Lì fu smantellata e ricostruita dopo di che iniziò la seconda galleria.
Il tunnel ha un diametro di nove metri. La profondità varia da otto a sedici metri. La distanza più breve tra la fondazione dell'edificio e il tetto del tunnel è sotto il parcheggio sotterraneo di Petersbogen pari a 2,20   metri. Il rivestimento del tunnel è stato realizzato con sette segmenti di cemento armato, che formano un anello di 40   cm di spessore nella chiave di volta. Per i due tunnel si sono resi necessari circa 13.000 segmenti.

## Percorso
Da sud a nord
- Lipsia MDR (originariamente Lipsia Semmelweißstraße, fuori dal tunnel)
- Lipsia Bayerischer Bahnhof (lunghezza della piattaforma di 140   m.)
- Lipsia Wilhelm-Leuschner-Platz (lunghezza della piattaforma di 140   m)
- Lipsia Markt (lunghezza della piattaforma di 140   m-)
- Lipsia Hauptbahnhof (lunghezza della piattaforma di 215   m. Opzione per estendere verso nord fino a una lunghezza di 400   m);
- Lipsia Nord (originariamente Lipsia Theresienstraße, fuori dal tunnel)

Oltre alle quattro stazioni sotterranee del tunnel cittadino, le coperture delle nuove stazioni di Lipsia MDR e Lipsia Nord - Berliner Brücke sono state completate nel gennaio 2011.

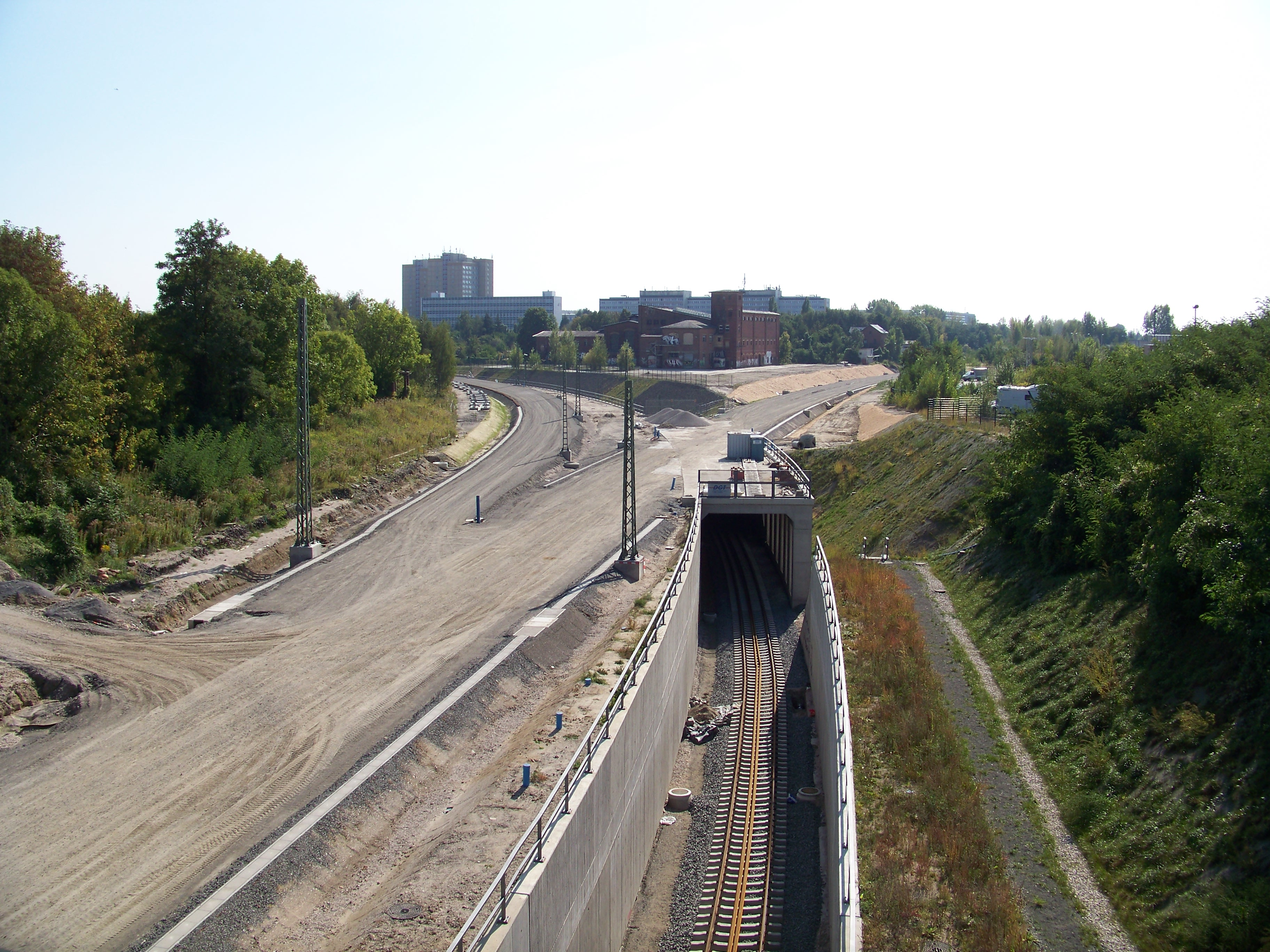
Una giunzione volante situata a sud del tunnel separa i binari a sud da quelli a est (fase di costruzione, 2009).
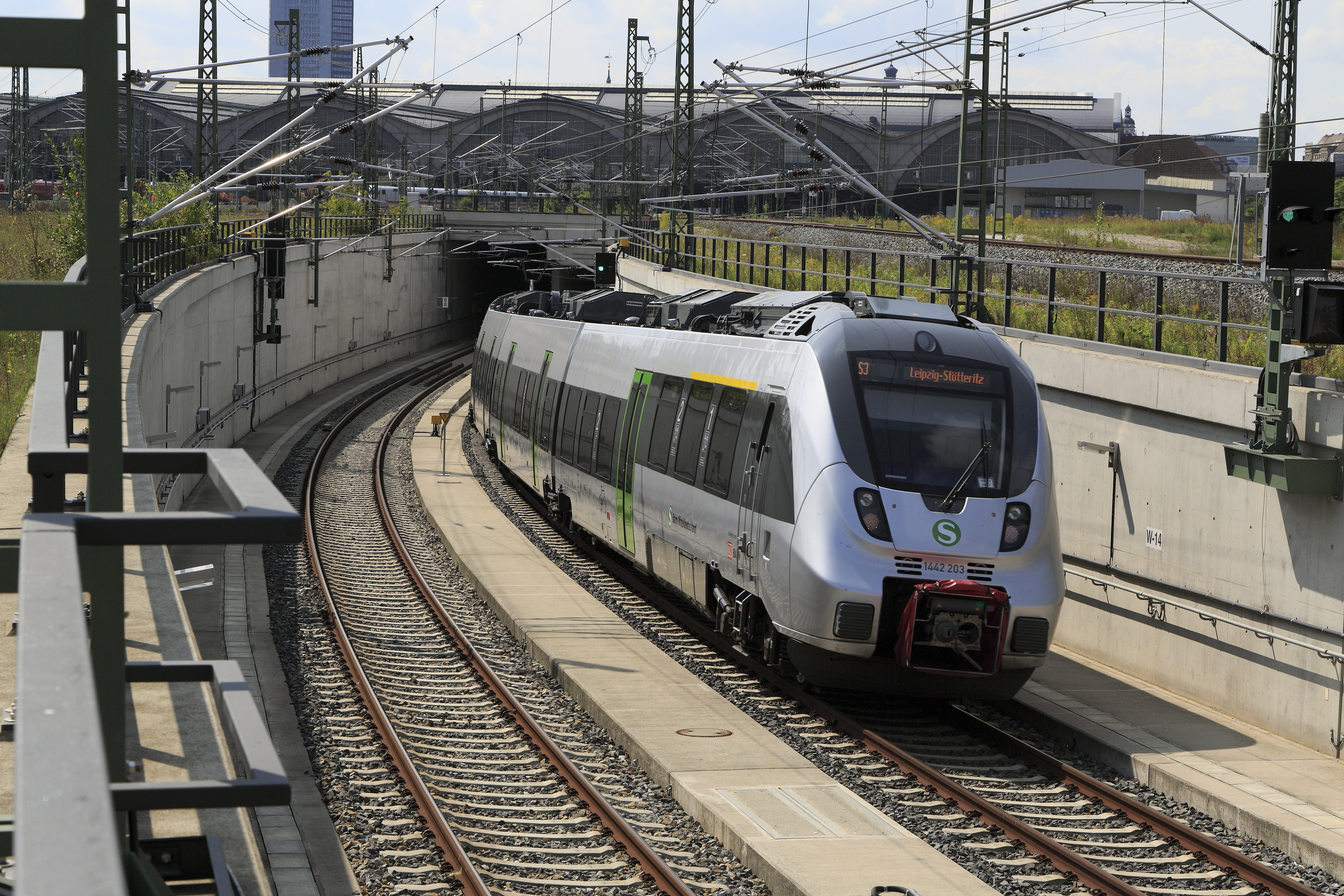
Rampa nord a Lipsia Hauptbahnhof
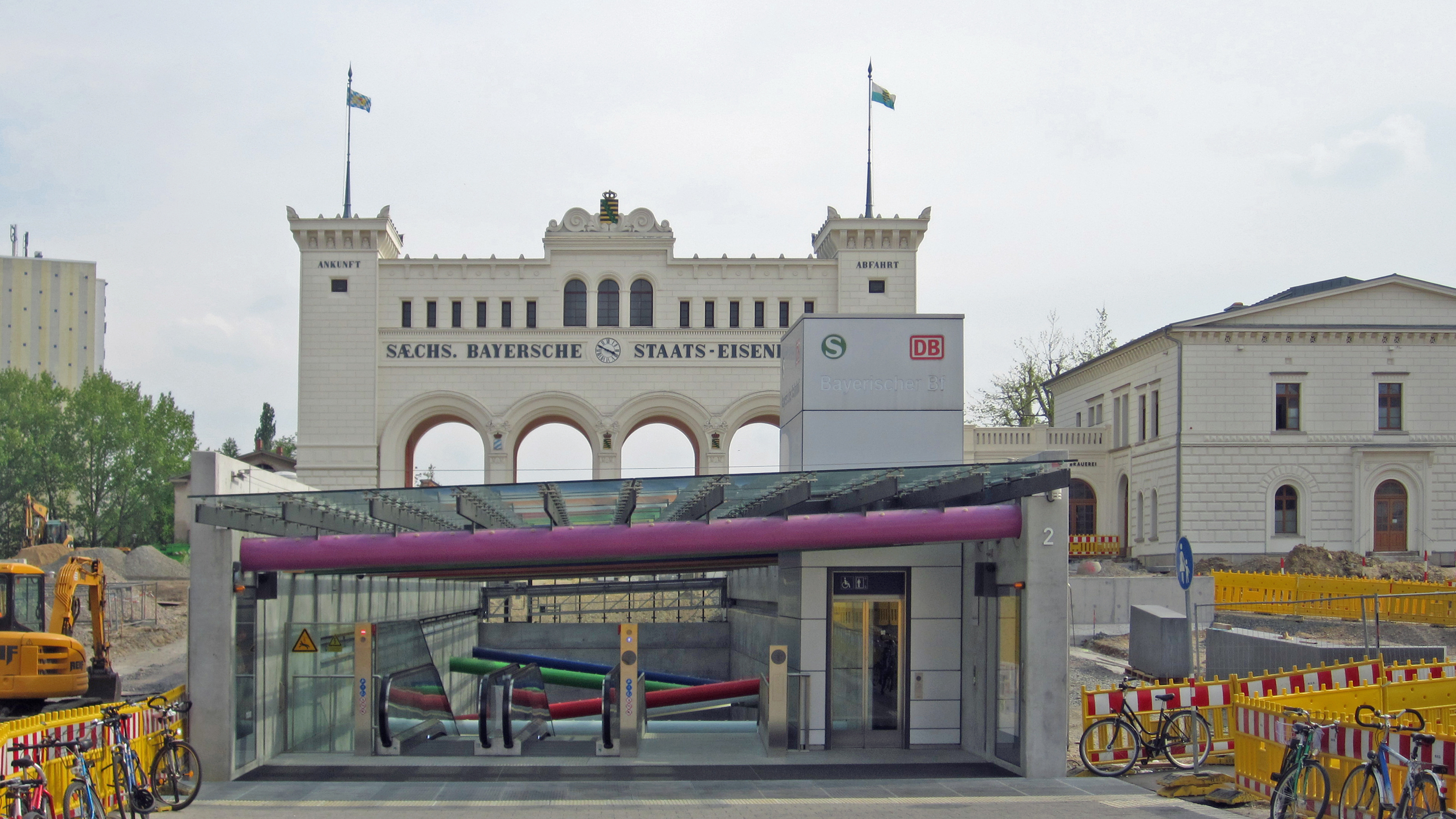
Ingresso della stazione Bayerischer Bahnhof
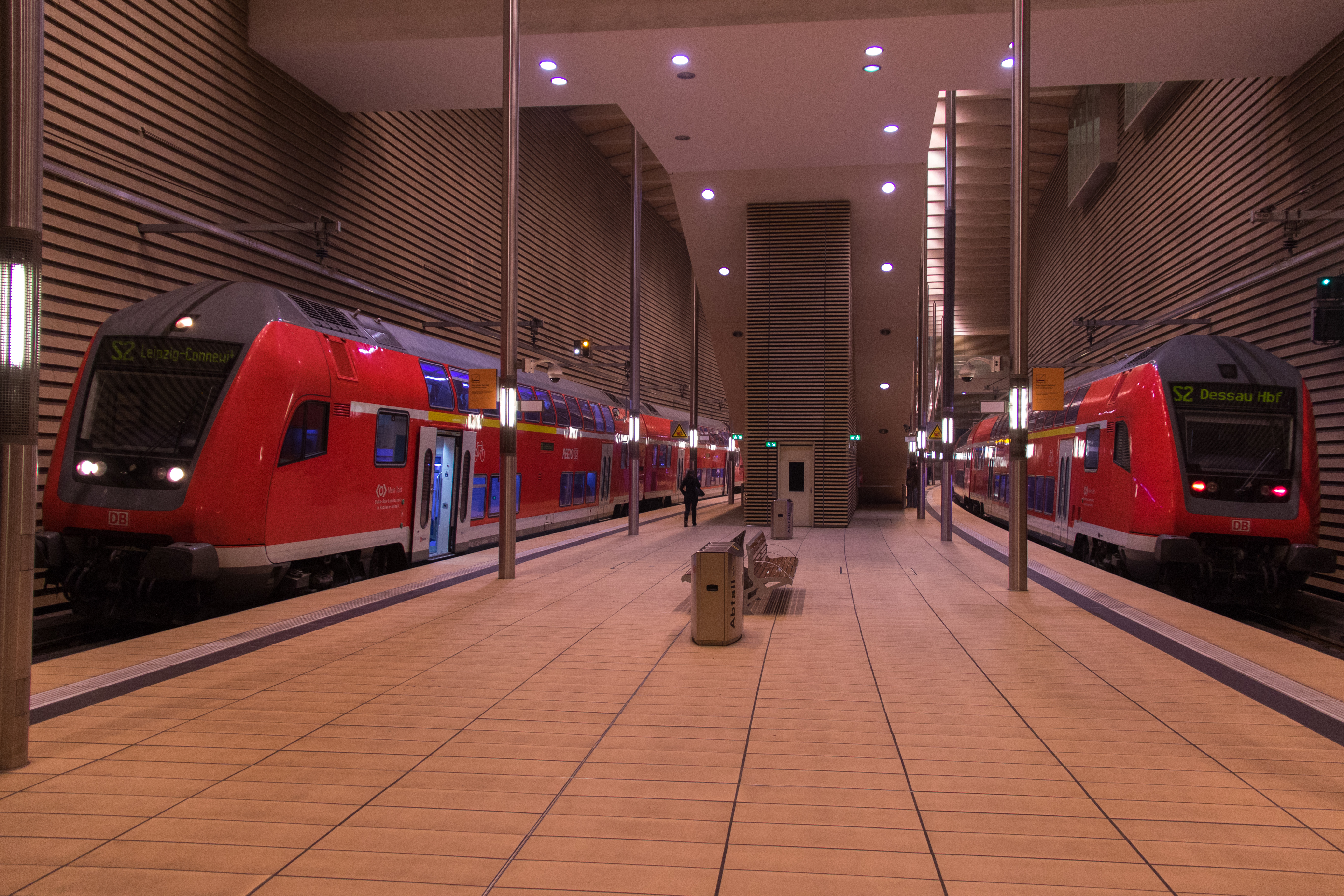
La stazione della S-Bahn Markt a Lipsia

## Programma operativo
Si prevedeva che ogni ora e in ciascuna direzione ci fossero fino a dieci S-Bahn, due treni regionali e uno espresso (a luglio 2007).
La rete della S-Bahn, in servizio dal 15 dicembre 2013, funziona come segue (dicembre 2019): 
| Linea     | Itinerario |
| --------- | --- |
| S-Bahn 1  | Lipsia Miltitzer Allee - Lipsia-Leutzsch - Lipsia-Gohlis - Tunnel della città - Lipsia-Stötteritz                                                                           |
| S-Bahn 2  | Lutherstadt Wittenberg - / Dessau - Bitterfeld - Delitzsch - Leipzig Messe - City Tunnel - Leipzig-Stötteritz                                                               |
| S-Bahn 3  | Halle (Saale) - Schkeuditz - Lipsia-Gohlis - Tunnel della città - Lipsia-Stötteritz - Wurzen (- Oschatz ) (Wurzen - Oschatz è gestito solo nelle notti del fine settimana ) |
| S-Bahn 4  | Hoyerswerda - Torgau - Eilenburg - Taucha - Lipsia-Mockau - Tunnel della città - Lipsia-Connewitz - Markkleeberg-Gaschwitz                                                  |
| S-Bahn 5  | Halle (Saale) - Leipzig Messe - City Tunnel - Leipzig-Connewitz - Markkleeberg - Altenburg - Zwickau                                                                        |
| S-Bahn 5X | Halle (Saale) - Aeroporto di Lipsia / Halle - Lipsia Messe - Tunnel della città - Lipsia-Connewitz - Markkleeberg - Altenburg - Zwickau                                     |
| S-Bahn 6  | Leipzig Messe - City Tunnel - Leipzig-Connewitz - Markkleeberg - Borna - Geithain                                                                                           |

Tutte le linee transitano con intervalli tra 30 minuti e 120 minuti. A causa dell'elevato numero di treni (treni regionali, S-Bahn e ICE) tra la stazione principale e Lipsia-Leutzsch, dal dicembre 2013 la S1 ha operato a intervalli di 15 minuti. Per questo è stata introdotta una rotaia supplementare tra Leipzig Messe e Leipzig-Stötteritz. Da dicembre 2017, la S1 opera in un intervallo di 30 minuti tra Miltitzer Allee e Stötteritz, i servizi Messe-Stötteritz sono stati sostituiti dalla nuova S6.
Prima della costruzione, la capacità era limitata a undici treni della S-Bahn, due treni espressi regionali e un treno espresso all'ora in ciascuna direzione. I critici hanno espresso dubbi sul fatto che sia possibile una modalità mista più appropriata di traffico regionale e interurbano nel tunnel.